# Таскудук (Кзилкогинський район)
Таскуду́к (каз. Тасқұдық) — село у складі Кзилкогинського району Атирауської області Казахстану. Входить до складу Мукурського сільського округу.
У радянські часи село називалось Тоскудук або Поселок № 3.
Населення — 82 особи (2021; 206 у 2009, 170 у 1999, 168 у 1989).